# XFL 4
XFL 4 fue el cuarto evento de artes marciales mixtas (MMA) producido por Xtreme Fighters Latino (XFL). Tuvo lugar el 5 de noviembre de 2009 desde el José Cuervo Salón en la Ciudad de México.

## Historia
Durante este evento, Xtreme Fighters Latino por fin encontró a sus primeros campeones en la Temporada 2009. René Diosdado se convirtió en el campeón de Peso Pluma de XFL tras derrotar a Gilberto Aguilar por Sumisión en el primer round. Israel Girón ganó el Campeonato de Peso Ligero de XFL luego de vencer a Edgar García. Augusto Montaño también se convirtió en campeón, pero en la categoría de peso medio tras derrotar a Jorge Macías. Finalmente, Andy González ganó el Campeonato de Peso Pesado de XFL después de imponerse en el segundo round a Fabián Hernández. El evento contó con 9 combates.

## Resultados
- Combate Peso Pesado:  Antonio Pardo vs.  Omar Huerta

Omar Huerta derrotó a Antonio Pardo por Nocaut Técnico (Golpes) a los 0:47 del Round 1.
- Combate Peso Medio:  Lucio Hernández vs.  Miguel Carrasco

Miguel Carrasco derrotó a Lucio Hernández por Sumisión (Guillotine Choke) a los 1:41 del Round 1.
- Combate Peso Ligero:  Alfredo Díaz vs.  Rodolfo Rubio

Rodolfo Rubio derrotó a Alfredo Díaz por Nocaut (Golpes) a los 0:23 del Round 1.
- Combate Peso Pluma:  Isidro Cruz vs.  Jesús Juárez

Jesús Juárez derrotó a Isidro Cruz por Decisión Unánime a los 5:00 del Round 3.
- Combate Peso Ligero:  Jaime Guzmán vs.  Vicente Salinas

Vicente Salinas derrotó a Jaime Guzmán por Sumisión (Armbar) a los 1:19 del Round 1.
- Torneo Peso Pluma Final:  Gilberto Aguilar vs.  René Diosdado

René Diosdado derrotó a Gilberto Aguilar por Sumisión (Armbar) a los 1:53 del Round 1.
- Torneo Peso Ligero Final:  Edgar García vs.  Israel Girón

Israel Girón derrotó a Edgar García por Sumisión (Rear Naked Choke) a los 2:36 del Round 1.
- Torneo Peso Medio Final:  Augusto Montaño vs.  Jorge Macías

Augusto Montaño derrotó a Jorge Macías por Nocaut Técnico (Golpes) a los 0:53 del Round 1.
- Torneo Peso Pesado Final:  Andy González vs.  Fabián Hernández

Andy González derrotó a Fabián Hernández por Nocaut Técnico (Golpes) a los 4:18 del Round 2.